# 二碘合银酸二(1,3-二氢-1,3-二甲基咪唑-2-亚基)银
二碘合银酸二(1,3-二氢-1,3-二甲基咪唑-2-亚基)银是一种配位化合物，化学式为[C10H16AgN4][AgI2]。它可由1,3-二甲基咪唑鎓碘化物和氧化银于二氯甲烷中反应制得。它和金属铕反应，可以得到二碘化四(1,3-二氢-1,3-二甲基咪唑-2-亚基)铕。